# Eventi sportivi nel 2009
Maggiori eventi sportivi del 2009 a livello internazionale, ordinati per disciplina.

## Atletica
- Campionati del mondo di atletica leggera 2009, Berlino (Germania)
- Campionati europei di atletica leggera indoor 2009, Torino (Italia)

## Baseball
- Campionato mondiale di baseball 2009: vincono gli Stati Uniti

## Biathlon
- Campionati mondiali di biathlon 2009, Pyeongchang (Corea del Sud)

## Calcio
- FIFA Confederations Cup 2009 (Sudafrica): vince il Brasile
- Campionato europeo femminile di calcio 2009 (Finlandia): vince la Germania

## Canoa/kayak
- Campionati mondiali di canoa/kayak 2009, Dartmouth (Canada)

## Ciclismo
- Giro d'Italia 2009: vince Denis Men'šov (Russia)
- Tour de France 2009: vince Alberto Contador (Spagna)
- Vuelta a España 2009: vince Alejandro Valverde (Spagna)
- Campionati del mondo di ciclismo su strada 2009, Mendrisio (Svizzera)
- Coppa del mondo di ciclismo su strada femminile 2009: vince Marianne Vos (Paesi Bassi)
- Campionati del mondo di mountain bike 2009, Canberra (Australia)

## Football americano
- Qualificazioni al campionato mondiale di football americano Under-19 2009
- 30 giugno - 7 luglio: Campionato mondiale di football americano Under-19 2009, Canton,  Stati Uniti
- 16 - 22 agosto: Campionato europeo B di football americano 2009, Wolfsberg,  Austria

## Ginnastica

### Ginnastica artistica
- 2-5 aprile: III Campionati europei individuali di ginnastica artistica, Milano (Italia)
- 12-18 ottobre: Campionati mondiali di ginnastica artistica 2009, Londra (Regno Unito)

### Ginnastica ritmica
- Campionati mondiali di ginnastica ritmica 2009, Mie (Giappone)

## Hockey su ghiaccio
- Campionato mondiale di hockey su ghiaccio maschile 2009, Berna e Kloten (Svizzera): vince la Russia
- Campionato mondiale di hockey su ghiaccio femminile 2009, Hämeenlinna (Finlandia): vincono gli Stati Uniti

## Hockey su slittino
- Campionato del mondo di hockey su slittino 2009, Ostrava (Repubblica Ceca) e Eindhoven (Paesi Bassi)

## Motori
- Campionato mondiale di Formula 1 2009: vince Jenson Button (Regno Unito)
- Campionato del mondo rally 2009: vince Sébastien Loeb (Francia)
- Campionato europeo della montagna 2009: vince Václav Janík (Repubblica Ceca)
- Motomondiale 2009
  - MotoGP: vince Valentino Rossi (Italia)
  - Classe 250: vince Hiroshi Aoyama (Giappone)
  - Classe 125: vince Julián Simón (Spagna)
- Campionato mondiale Superbike 2009: vince Ben Spies (Stati Uniti)
- Campionato mondiale Supersport 2009: vince Cal Crutchlow (Regno Unito)

## Nuoto
- Campionati mondiali di nuoto 2009, Roma (Italia)
- Campionati europei di nuoto in vasca corta 2009, Istanbul (Turchia)

## Pallacanestro
- Campionato europeo maschile (Polonia): vince la Spagna
- Campionato europeo femminile (Lettonia): vince la Francia

## Pallavolo
- World League di pallavolo 2009, Belgrado (Serbia): vince il Brasile
- Grand Champions Cup maschile 2009, Giappone: vince il Brasile
- Grand Champions Cup femminile 2009, Giappone: vince l'Italia
- Campionato europeo maschile di pallavolo 2009, Turchia: vince la Polonia
- Campionato europeo femminile di pallavolo 2009, Polonia: vince l'Italia
- Campionato asiatico e oceaniano femminile di pallavolo 2009, Hanoi (Vietnam): vince la Thailandia

## Pugilato
- 14-21 giugno: Campionati di pugilato dilettanti dell'Unione europea 2009, Odense (Danimarca)
- 24-28 giugno: Campionati di pugilato dilettanti femminili dell'Unione europea 2009, Pazardžik (Bulgaria)
- 1-12 settembre: Campionati mondiali di pugilato dilettanti 2009, Milano (Italia)
- 15-20 settembre: Campionati europei di pugilato dilettanti femminili 2009, Mykolaïv (Ucraina)

## Rugby a 15
- Sei Nazioni 2009: vince l'Irlanda
- Sei Nazioni femminile 2009: vince l'Inghilterra
- Tri Nations 2009: vince il Sudafrica
- Qualificazioni alla Coppa del Mondo di rugby 2011 - Africa: si qualifica la Namibia
- Qualificazioni alla Coppa del Mondo di rugby 2011 - Americhe: si qualificano Canada e Stati Uniti
- Qualificazioni alla Coppa del Mondo di rugby 2011 - Oceania: si qualifica Samoa

## Scherma
- 2 - 7 marzo: Campionati europei cadetti di scherma, Bourges,  Francia
- 3 - 6 aprile: Campionato mondiale giovanile di scherma, Belfast,  Regno Unito
- 5 - 6 aprile: Campionato mondiale cadetti di scherma, Belfast,  Regno Unito
- 8 - 9 maggio: Campionato europeo Under-23 di scherma, Debrecen,  Ungheria
- 4 - 7 giugno: Campionati italiani di scherma, Tivoli,  Italia
- 28 - 30 giugno: Giochi del Mediterraneo, Pescara,  Italia
- 2 - 7 luglio: Giochi mondiali universitari di scherma, Belgrado,  Serbia
- 13 - 19 luglio: Campionato europeo di scherma, Plovdiv,  Bulgaria
- 30 settembre - 8 ottobre: Campionato mondiale di scherma, Adalia,  Turchia
- 1 - 6 novembre: Campionati europei juniores di scherma 2009, Odense,  Danimarca
- Campionato del mediterraneo di scherma, Loures,  Portogallo

## Slittino
- 6-7 febbraio: Campionati mondiali di slittino 2009, Lake Placid (Stati Uniti)

## Sci alpino
- Mondiali di sci alpino 2009, Val-d'Isère (Francia)

## Sci nordico
- Mondiali di sci nordico 2009, Liberec (Repubblica Ceca)

## Tennis
- Australian Open 2009:
  - Singolare maschile: vince Rafael Nadal (Spagna)
  - Singolare femminile: vince Serena Williams (Stati Uniti)
  - Doppio maschile: vincono Bob e Mike Bryan (Stati Uniti)
  - Doppio femminile: vincono Serena e Venus Williams (Stati Uniti)
  - Doppio misto: vincono Sania Mirza e Mahesh Bhupathi (India)
- Open di Francia 2009
  - Singolare maschile: vince Roger Federer (Svizzera)
  - Singolare femminile: vince Svetlana Kuznecova (Russia)
  - Doppio maschile: vincono Lukáš Dlouhý (Repubblica Ceca) e Leander Paes (India)
  - Doppio femminile: vincono Anabel Medina Garrigues e Virginia Ruano Pascual (Spagna)
  - Doppio misto: vincono Liezel Huber e Bob Bryan (Stati Uniti)
- Torneo di Wimbledon 2009:
  - Singolare maschile: vince Roger Federer (Svizzera)
  - Singolare femminile: vince Serena Williams (Stati Uniti)
  - Doppio maschile: vincono Daniel Nestor (Canada) e Nenad Zimonjić (Serbia)
  - Doppio femminile: vincono Serena e Venus Williams (Stati Uniti)
  - Doppio misto: vincono Mark Knowles (Bahamas) e Anna-Lena Grönefeld (Germania)
- US Open 2009:
  - Singolare maschile: vince Juan Martín del Potro (Argentina)
  - Singolare femminile: vince Kim Clijsters (Belgio)
  - Doppio maschile: vincono Lukáš Dlouhý (Repubblica Ceca) e Leander Paes (India)
  - Doppio femminile: vincono Serena e Venus Williams (Stati Uniti)
  - Doppio misto: vincono Carly Gullickson e Travis Parrott (Stati Uniti)
- Coppa Davis 2009: vince la Spagna (David Ferrer, Feliciano López, Rafael Nadal, Fernando Verdasco)
- Fed Cup 2009: vince l'Italia (Sara Errani, Flavia Pennetta, Francesca Schiavone, Roberta Vinci)
- ATP World Tour Finals 2009:
  - Singolare: vince Nikolaj Davydenko (Russia)
  - Doppio: vincono Bob e Mike Brian (Stati Uniti)
- WTA Tour Championships 2009:
  - Singolare: vince Serena Williams  (Stati Uniti)
  - Doppio: vincono Nuria Llagostera Vives e María José Martínez Sánchez (Spagna)

## Tuffi
- Campionati europei di tuffi 2009, Torino (Italia)

## Manifestazioni multisportive
- XVI Giochi del Mediterraneo, Pescara (Italia)
- XXV Universiade, Belgrado (Serbia)
- XIII Giochi dei piccoli stati d'Europa, Cipro
- Giochi mondiali 2009, Kaohsiung (Taiwan)